# Autalia frontalis
Autalia frontalis är en skalbaggsart som beskrevs av Roberto Pace 1986. Autalia frontalis ingår i släktet Autalia och familjen kortvingar. Inga underarter finns listade i Catalogue of Life.